# Чемпионат мира по горнолыжному спорту 1937
7-й чемпионат мира по горнолыжному спорту прошёл с 13 по 15 февраля 1937 года в Шамони (Франция).

## Общий медальный зачёт
| Место | Страна    | Золото | Серебро | Бронза | Всего |
| ----- | --------- | ------ | ------- | ------ | ----- |
| 1     | Франция   | 3      | 2       | 0      | 5     |
| 2     | Германия  | 3      | 1       | 4      | 8     |
| 3     | Швейцария | 0      | 2       | 1      | 3     |
| 4     | Италия    | 0      | 1       | 0      | 1     |
| 4     | Австрия   | 0      | 1       | 0      | 1     |

## Медалисты

### Мужчины
| Дисциплина       | Золото     | Серебро                           | Бронза          |
| ---------------- | ---------- | --------------------------------- | --------------- |
| Скоростной спуск | Эмиль Алле | Джачинто Серторелли Морис Лаффорг | Не присуждалась |
| Слалом           | Эмиль Алле | Вильгельм Вальх                   | Роман Вёрндле   |
| Комбинация       | Эмиль Алле | Морис Лаффорг                     | Вилли Штойри    |

### Женщины
| Дисциплина       | Золото        | Серебро            | Бронза         |
| ---------------- | ------------- | ------------------ | -------------- |
| Скоростной спуск | Кристль Кранц | Нини фон Аркс-Цогг | Кете Гразеггер |
| Слалом           | Кристль Кранц | Кете Гразеггер     | Лиза Реш       |
| Комбинация       | Кристль Кранц | Нини фон Аркс-Цогг | Кете Гразеггер |